# سنترال مانتین ایر
سنترال مانتین ایر (به انگلیسی: Central Mountain Air) یک شرکت هواپیمایی با کد یاتا 9M است که در ۱۹۸۷ میلادی تأسیس شده‌است.